# Borneo Football Club
Il Borneo Football Club, meglio noto come Borneo, è una società calcistica indonesiana con sede nella città di Samarinda.

## Palmarès

### Competizioni nazionali
- Liga 2 (Indonesia): 1

2014

### Altri piazzamenti
- Campionato indonesiano:

Terzo posto: 2019, 2023-2024
- Coppa dell'Indonesia:

Semifinalista: 2018-2019

## Organico

### Rosa 2023-2024
Aggiornata al 8 dicembre 2023.
| N. |                       | Ruolo | Calciatore                |
| -- | --------------------- | ----- | ------------------------- |
| 1  | Indonesia (bandiera)  | P     | Angga Saputro             |
| 4  | Brasile (bandiera)    | D     | Léo Lelis                 |
| 6  | Portogallo (bandiera) | D     | Silvério                  |
| 8  | Giappone (bandiera)   | C     | Kei Hirose                |
| 9  | Indonesia (bandiera)  | A     | Ahmad Nur Hardianto       |
| 12 | Indonesia (bandiera)  | C     | Hendro Siswanto           |
| 13 | Indonesia (bandiera)  | D     | Agung Prasetyo            |
| 14 | Indonesia (bandiera)  | C     | Stefano Lilipaly          |
| 15 | Indonesia (bandiera)  | D     | Leo Guntara               |
| 16 | Indonesia (bandiera)  | C     | Komang Teguh              |
| 17 | Indonesia (bandiera)  | C     | Ikhsanul Zikrak           |
| 18 | Indonesia (bandiera)  | D     | Taufany Muslihuddin       |
| 19 | Indonesia (bandiera)  | C     | Adam Alis                 |
| 22 | Indonesia (bandiera)  | D     | Rizky Dwi                 |
| 24 | Indonesia (bandiera)  | D     | Diego Michiels (capitano) |

| N. |                        | Ruolo | Calciatore         |
| -- | ---------------------- | ----- | ------------------ |
| 25 | Indonesia (bandiera)   | P     | Nadeo Argawinata   |
| 26 | Indonesia (bandiera)   | D     | Rizdjar Nurviat    |
| 28 | Indonesia (bandiera)   | A     | Terens Puhiri      |
| 50 | Indonesia (bandiera)   | C     | Rivaldo Enero      |
| 54 | Indonesia (bandiera)   | D     | Alfharezzi Buffon  |
| 56 | Indonesia (bandiera)   | D     | Fajar Fathurrahman |
| 63 | Indonesia (bandiera)   | P     | Daffa Fasya        |
| 68 | Indonesia (bandiera)   | C     | Hugo Samir         |
| 80 | Paesi Bassi (bandiera) | C     | Wiljan Pluim       |
| 81 | Indonesia (bandiera)   | P     | Yogi Hermawan      |
| 90 | Indonesia (bandiera)   | C     | Muhammad Sihran    |
| 91 | Argentina (bandiera)   | A     | Felipe Cadenazzi   |
| 99 | Birmania (bandiera)    | A     | Win Naing Tun      |
|    | Indonesia (bandiera)   | A     | Habibi Jusuf       |